# 宅北乡
宅北乡，是中华人民共和国河北省石家庄市平山县下辖的一个乡镇级行政单位。

## 行政区划
宅北乡下辖以下地区：
寨北村、泉水村、碾盘沟村、小北头村、大村、楼底村、石古洞村、吊里村、石板村、陈家院村、指角沟村、两界峰村、会口村、王家湾村、主投沟村、南滚龙沟村、北滚龙沟村、榆树坪村、白草坪村和南段峪村。